# Vălioara
Vălioara – wieś w Rumunii, w okręgu Hunedoara, w gminie Răchitova. W 2011 roku liczyła 258 mieszkańców.